# Schlacht bei Calcinato
Carpi – Chiari – Cremona – Castiglione (I) – Santa Vittoria – Luzzara – Cassano – Nizza – Calcinato – Turin – Castiglione (II) – Gaeta – Syrakus
Die Schlacht bei Calcinato (häufig auch Treffen bei Calcinato genannt) am 19. April 1706 fand während des spanischen Erbfolgekrieges zwischen Kaiserlichen Truppen und den verbündeten Franzosen und Spaniern statt. Die Begegnung endete mit einer klaren Niederlage der Kaiserlichen.

## Vorgeschichte
Eugen von Savoyen hatte zuvor den Kriegsschauplatz verlassen und war nach Wien gereist. Auf der französischen Seite hatte Louis II. Joseph de Bourbon, duc de Vendôme erhebliche Verstärkungen erhalten. Er befehligte etwa 41.000 Mann. Vendôme beabsichtigte die Abwesenheit von Eugen von Savoyen für offensive Aktionen zu nutzen.
Das kaiserliche Heer stand bei Montichiari und Calcinato etwa 18 Kilometer südöstlich von Brescia. Die Lager waren befestigt. Die Kaiserlichen standen unter dem Kommando von Christian Detlev von Reventlow und war etwa 19.000 Mann stark. Darunter war auch ein preußisches Kontingent. Reventlow hatte vergeblich auf Verstärkungen gewartet. Der kaiserliche Befehlshaber ahnte, dass ein französischer Angriff bevorstand, ließ sich aber doch überraschen.

## Verlauf und Folgen
Die Kaiserlichen wurden von der französischen Armee überrascht und von zwei Seiten angegriffen. Infolge des Überraschungseffekts erlitt das Heer der Verbündeten im folgenden Gefecht eine schwere Niederlage.
Die Angaben über die Verluste variieren. Die französische Seite sprach von 7000, die österreichische Seite von 3000 Mann. Allein das preußische Kontingent verlor 2000 Mann. Auf französischer Seite gab es 500 Tote und Verwundete.
Die kaiserlichen zogen sich Anfang geordnet zurück, bald aber ließ die Ordnung nach. Am Abend der Schlacht trat Eugen von Savoyen wieder beim Heer ein. Er sammelte die Truppen und führte sie Richtung Trient. Eugen von Savoyen nutzte die Gelegenheit den Kaiser nochmals auf die Notwendigkeit einer rechtzeitigen Verstärkung und Nachschub hinzuweisen.